# Russiaville
Russiaville (en anglais [ˈruːʃəvɪl]) est une ville du comté de Howard, dans l'Indiana, aux États-Unis. Sa population s’élevait à 1 094 habitants lors du recensement de 2010.

## Histoire
Russiaville a été établie en 1847.

## Source
- (en) Cet article est partiellement ou en totalité issu de l’article de Wikipédia en anglais intitulé « Russiaville, Indiana » (voir la liste des auteurs).